# Neubrandenburg
Neubrandenburg (en baix alemany Nigen Bramborg) és una ciutat a l'estat alemany de Mecklemburg-Pomerània Occidental al llac del Tollensesee, font del riu Tollense, l'afluent major del Peene. A la fi del 2013 tenia 63437 habitants. La ciutat medieval de la qual van conservar-se grans parts intactes fins a la fi de la Segona Guerra Mundial, va ser incendiada sense cap raó militar per l'Exèrcit Roig. Només se'n van quedar dempeus les quatre portes gòtiques i les muralles, un carrer i unes esglésies, en l'estil típic del gòtic de maons.

## Història
El primer esment escrit Brandenborch Nova data del 1248, quan el 4 de gener el marcgravi Joan I de Brandenburg va fundar la ciutat. Ja el 1170 s'havia projectat de crear un monestir a Broda (en l'actualitat fusionat amb Neubrandenburg) per Casimir I de Pommerania, per tal de coercir la població d'origen eslau a convertir-se al catolicisme, tot i que només se'n va començar la construcció vers 1240, uns pocs anys abans de la fundació de Neubrandenburg. Per tal de poblar la nova ciutat, durant sis anys, el ciutadans eren exempts d'impostos i altres obligacions al senyor. El 1261, sota Otó III es va construir una primera defensa: un fossat, una tanca de fusta damunt un glacis de terra. A l'inici del segle xiv a poc a poc va reemplaçar-se per una muralla de pedra. La porta fortificada de pedra més antiga de la ciutat és la de Friedland. Primer es va construir una porta a la muralla, després una segona porta al talús exterior que es van connectar amb muralles per tal de formar una mena de castell tancat. La quarta porta Neues Tor (porta nova), construïda més tard, té un plan diferent. A l'exterior hi ha un doble fossat (parcialment inundable). També es van fer obres d'enginyeria hidràulica al riu Tollense per a activar els molins i per a subministrar aigua potable.
El 1298 la ciutat passà a la nissaga dels Mecklenburg. Als segles XIV i XV va ser la seu del ducat Mecklenburg-Stargard, i junts amb Parchim i Güstrow va ser un dels principals centres administratius. El 1520, s'hi va concloure el contracte de Neubrandenburg entre Albert VII i Enric V, per a dividir de facto les competències territorials d'ambdós germans. Tot i això la mateixa ciutat va quedar abans com després, territori de govern comú. El 1523, Joan Berckman de Stralsund, recolzat pel duc, va començar predicant el luteranisme. Vers 1552, el monestir franciscà, que va tenir un paper important en la fundació de la ciutat, va ser secularitzat.
El 1631 les tropes de la Lliga Catòlica sota el comandament del general Joan t'Serclaes de Tilly van conquerir i sacsejar la ciutat. Centenars de ciutadans van ser torturats i assassinats. Tot i les esglésies van ser destrossades. En conseqüència de la Guerra dels Trenta Anys, el 1671 la ciutat va declarar la fallida. Va caldre més d'un segle i mig per a la reconstrucció, encara agreujat per dos grans incendis el 1676 i el 1737. La nova ciutat en estil barroc, el mercat amb una casa de la vila de l'arquitecte ducal Juli Löwe, el palau ducal junts amb el que quedava dels edificis medievals, van crear una ciutat harmoniosa, fins a la gran destrucció del 1945.
El 1710, els ducs del nou ducat de Mecklenburg-Strelitz, malgrat la insistència dels noubrandenburguesos, van decidir construir una ciutat nova Neustrelitz per a instal·lar-hi la seva residència i administració.

## Nuclis
- Broda
- Küssow
- Weitin

## Economia
Neubrandeburg és un centre supraregional que serveix una zona d'uns quatre-cents mil persones. Té l'índex d'activitat més elevat del Mecklemburg-Pomerània anterior: 692 per 1000 persones (2011). Empleadors majors són els serveis administratius, sanitaris i d'ensenyament (del qual la més important és la Hochschule Neubrandenburg (Universitat Tècnica). Al sector dels serveis comercials hi ha les botegues i totes les cadenes de distribució habituals, així com dos centres d'atenció telefònica, un centre de distribució de correus de la Deutsche Post (3000 treballadors), Al sector de la indústria manufacturera hi ha entre d'altres unes fàbriques de màquines, d'enginyeria automòbil i dues fleques industrials. També empreses de tecnologia de la informació i de la comunicació comencen a desenvolupar-se.

## Llocs d'interès
(antigament un petit bastió, ara transformat en cases) les portes gòtiques que van donar la ciutat el seu sobrenom «Ciutat de les quatre portes» el mig d'un ample passeig verd tenen molt encant. En contra de moltes altres ciutats que tenen muralles medievals, a cada porta es van conservar fins avui les típiques portes interior i exterior.

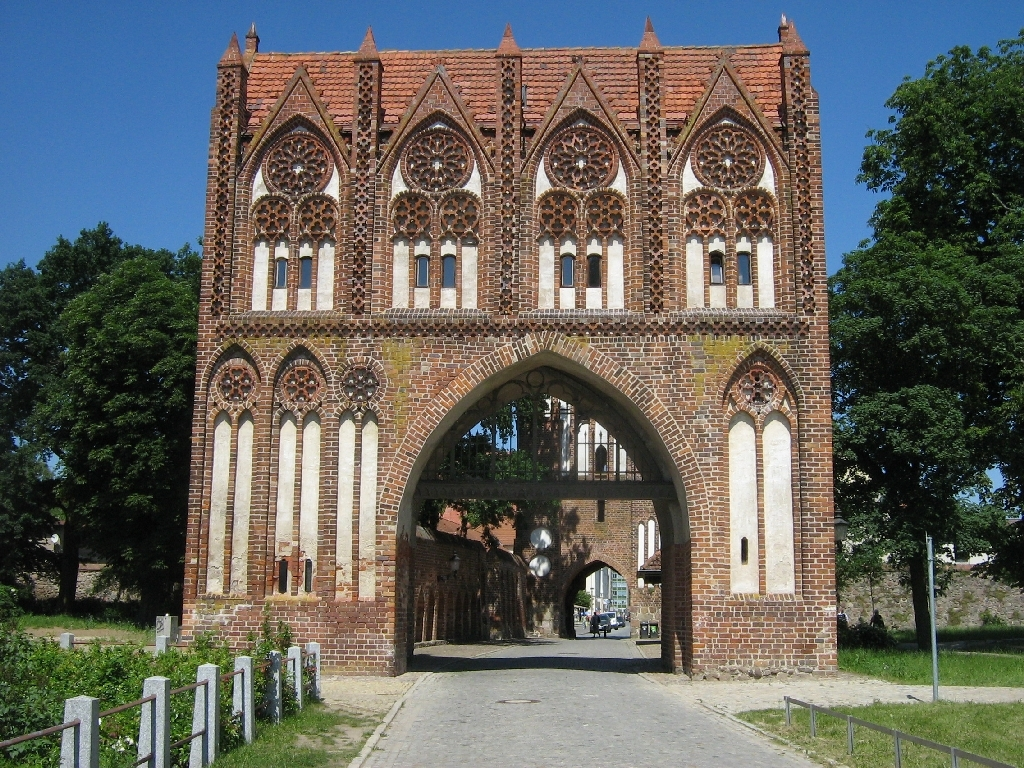
Porta de Stargard (exterior)
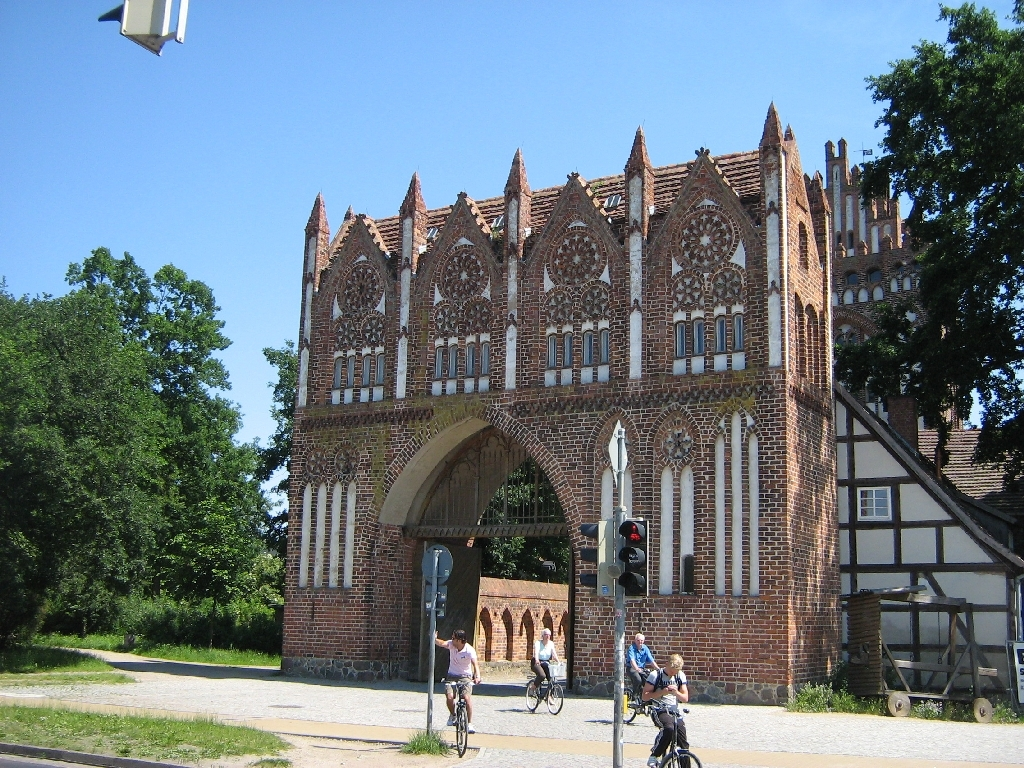
Porta de Treptow
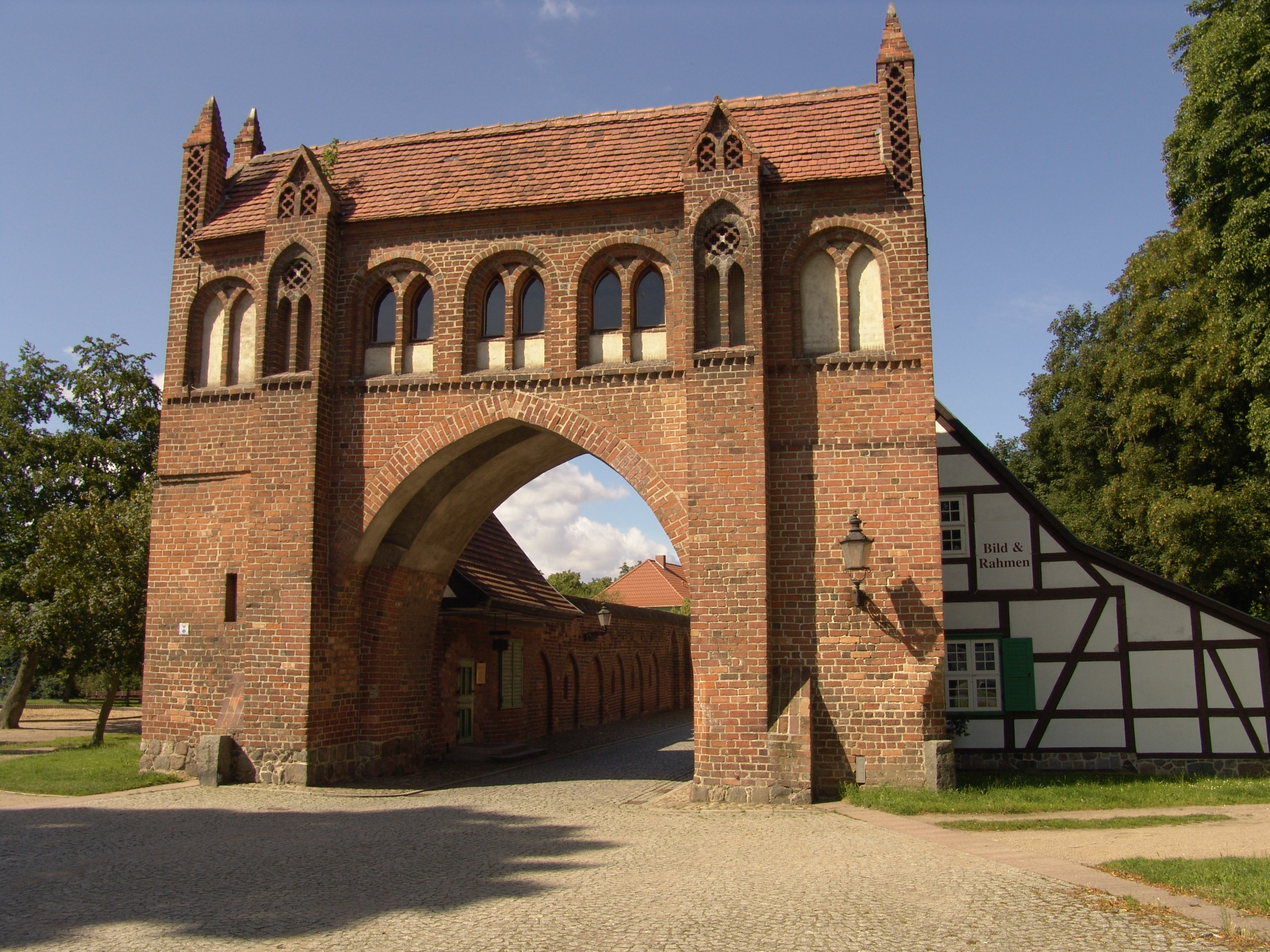
Porta de Friedland
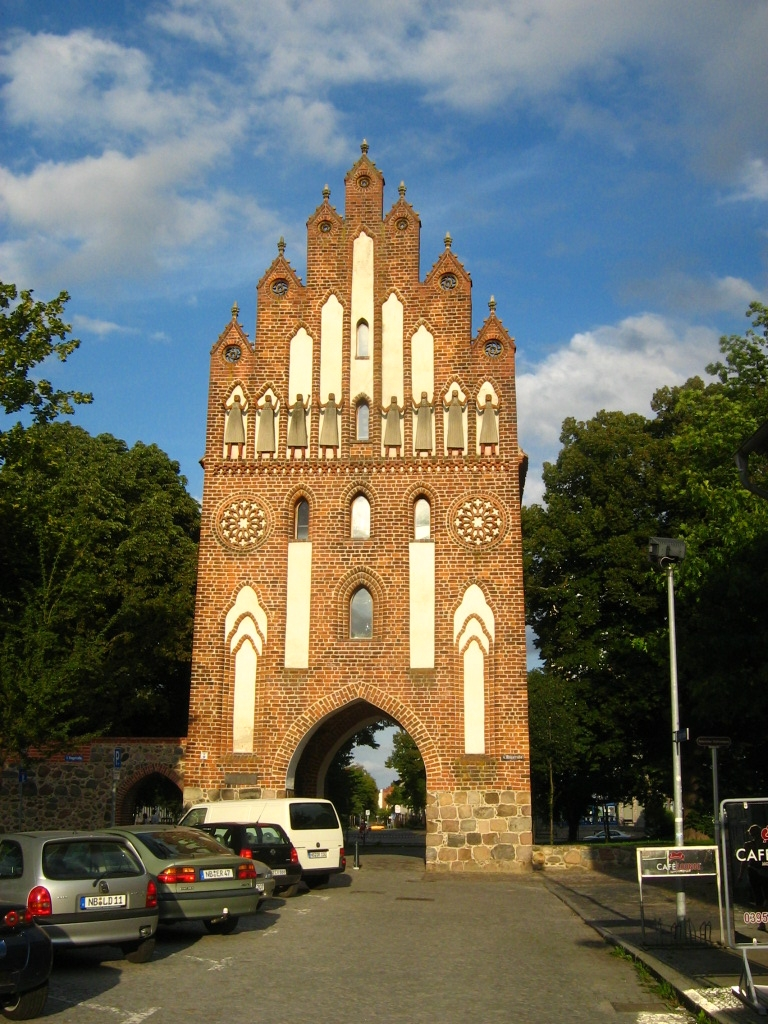
Porta Nova (Neues Tor)
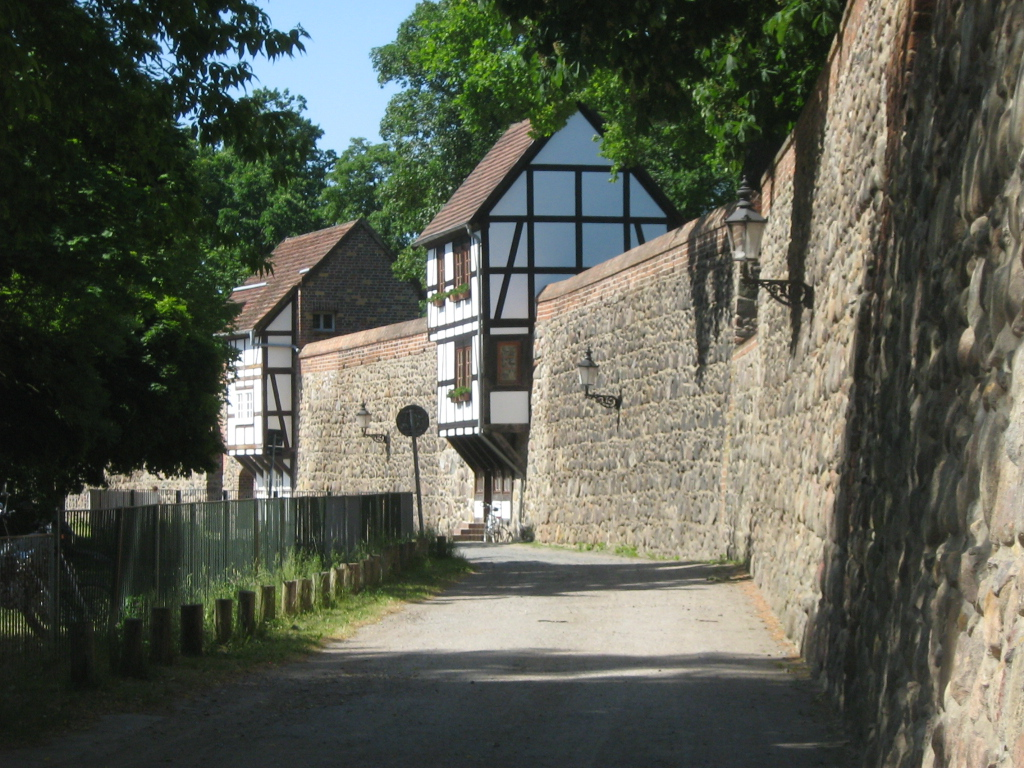
Les muralles, amb els seus típics Wiekhuus
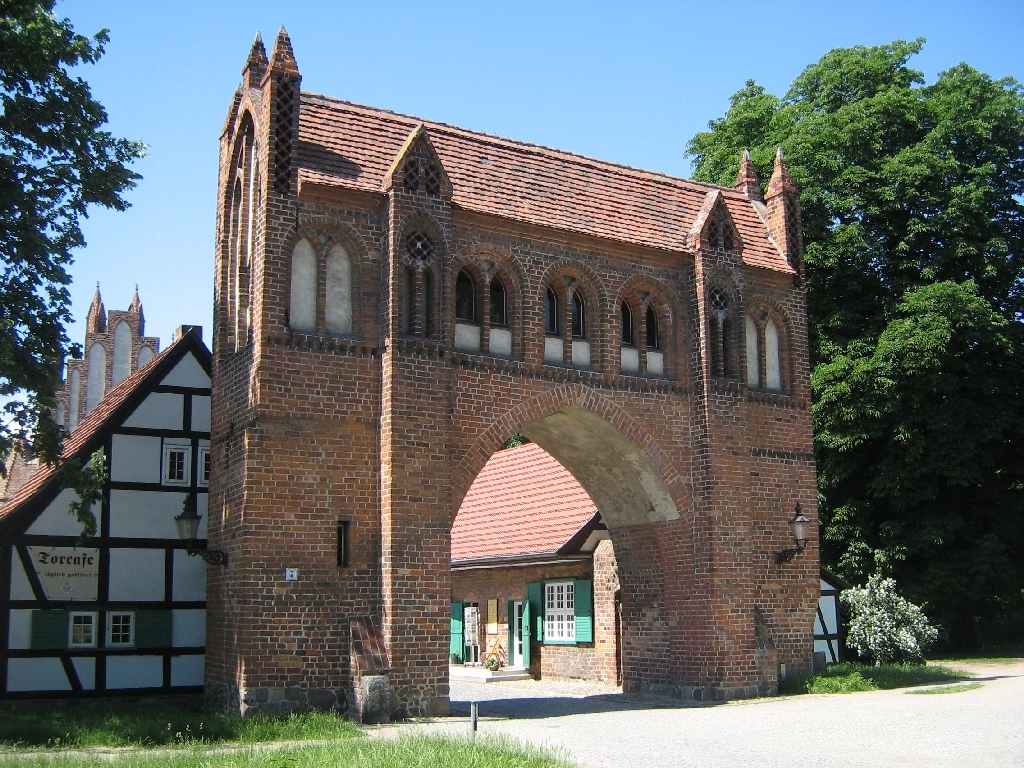
La Porta de Friedland (a la imatge la porta exterior, del costat dels camps)
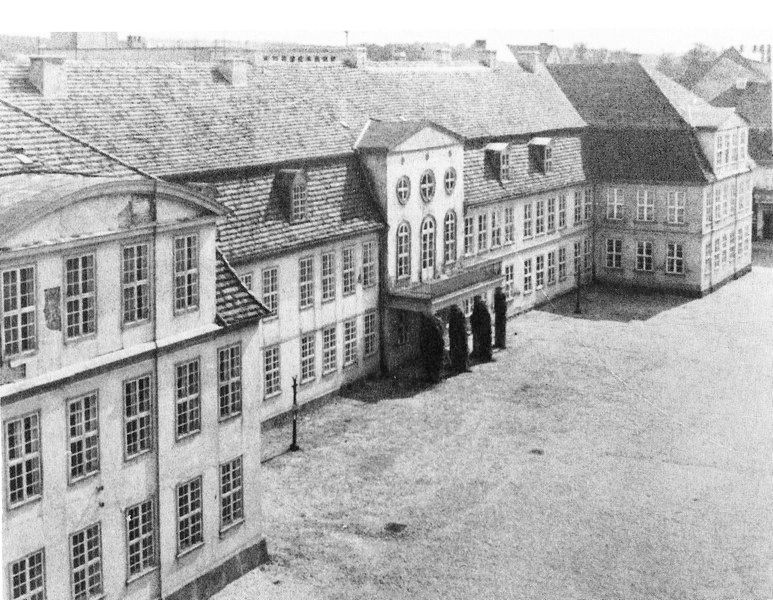
Antic palau ducal, vers 1900 (destrossat el 1945)

## Persones de Neubrandenburg
- Tim Borowski, futbolista
- Theodor Estermann (1902-1991), matemàtic
- Rüdiger Helm, piragüista
- Otto Ernst Remer (1912-1997), militar

## Ciutats agermanades
- Collegno, Itàlia, 1965
- Flensburg, 1987
- Gladsaxe, Dinamarca, 1990
- Koszalin (alemany Köslin) a Polònia, 1974
- Natzaret, 1998
- Nevers, França, 1973
- Petrosawodsk, Rússia, 1983
- Villejuif, França, 1966
- Yangzhou, Xina, 1999[7]